# Palazzo del Golestan
Il Palazzo del Golestān (in persiano کاخ گلستان‎) è la residenza storica della dinastia reale Qajar, situata a Teheran. Si tratta del più antico monumento della città, parte di un complesso di edifici un tempo racchiusi dalle mura della storica cittadella (Arg).
Il complesso dell'Arg testimonia dell'arte e dell'architettura del periodo Qajar, il che comprende anche l'introduzione di motivi e di stili europei nell'arte persiana. il palazzo, oltre a essere la residenza dei sovrani, era anche il luogo di residenza della dinastia e centro della produzione artistica nel XIX secolo. Il palazzo testimonia di un importante periodo culturale e artistico della storia dell'Iran durante il XIX secolo, quando la società persiana conobbe un processo di modernizzazione e di influenze europee: i valori e l'esperienza artistica e architettonica dell'antica Persia vennero integrati in una nuova forma d'arte e di architettura che ebbe un lungo e notevole periodo di transizione dove l'influenza occidentale viene acquisita gradualmente dagli artisti iraniani.

## Storia

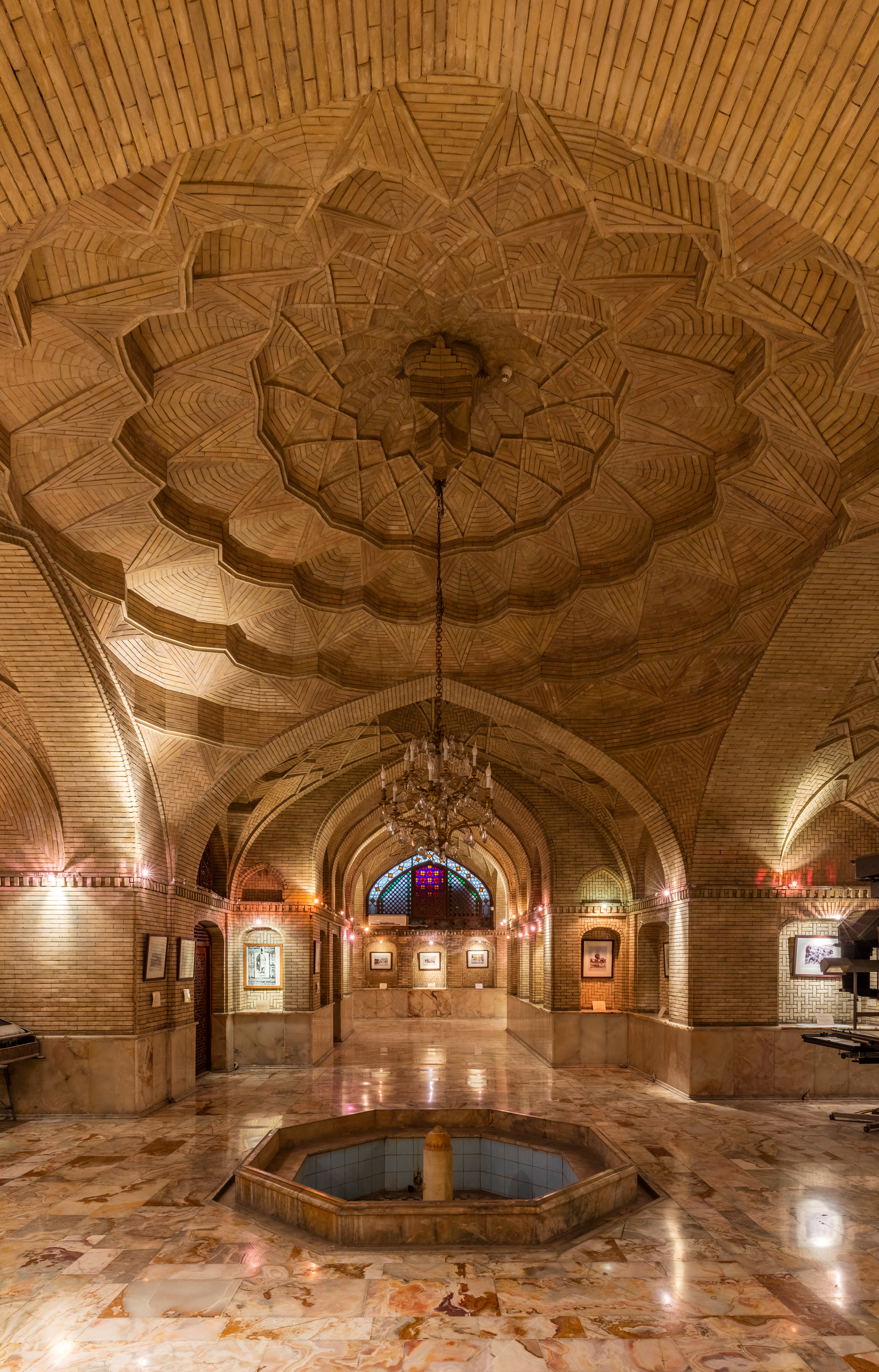
La sala sottostante la torre del vento, utilizzata come museo fotografico

L'Arg (« cittadella» in persiano) venne costruita sotto il regno di Tahmasp I (1524-1576) della dinastia safavide (1502-1736), e venne più tardi rinnovata nel regno di Karim Khan Zand (1724-1776). Il Qajar Agha Mohammad Khan scelse Teheran come nuova capitale nel 1783 e l'Arg divenne così la cittadella reale durante l'epoca qajara. Il palazzo venne ricostruito (nella forma che si può ammirare oggi) nel 1865 da Haji Abol-Hassan Mémar Navaï.
Durante l'epoca Pahlavi (1925-1979), il palazzo del Golestan venne utilizzato per cerimonie ufficiali, come l'incoronazione dello scià Mohamad Reza, dato che la dinastia Pahlavi aveva edificato le proprie residenze a nord della città, a Sa'dabad e Niavaran. Durante il regno dello scià Reza Pahlavi, una grande parte degli edifici della cittadella viene rasa al suolo, per permettere l'edificazione di grandi edifici amministrativi.
Il complesso del Golestan è oggi aperto al pubblico e gestito dall'ICHHTO (Organizzazione del patrimonio culturale dell'Iran).

## Galleria d'immagini

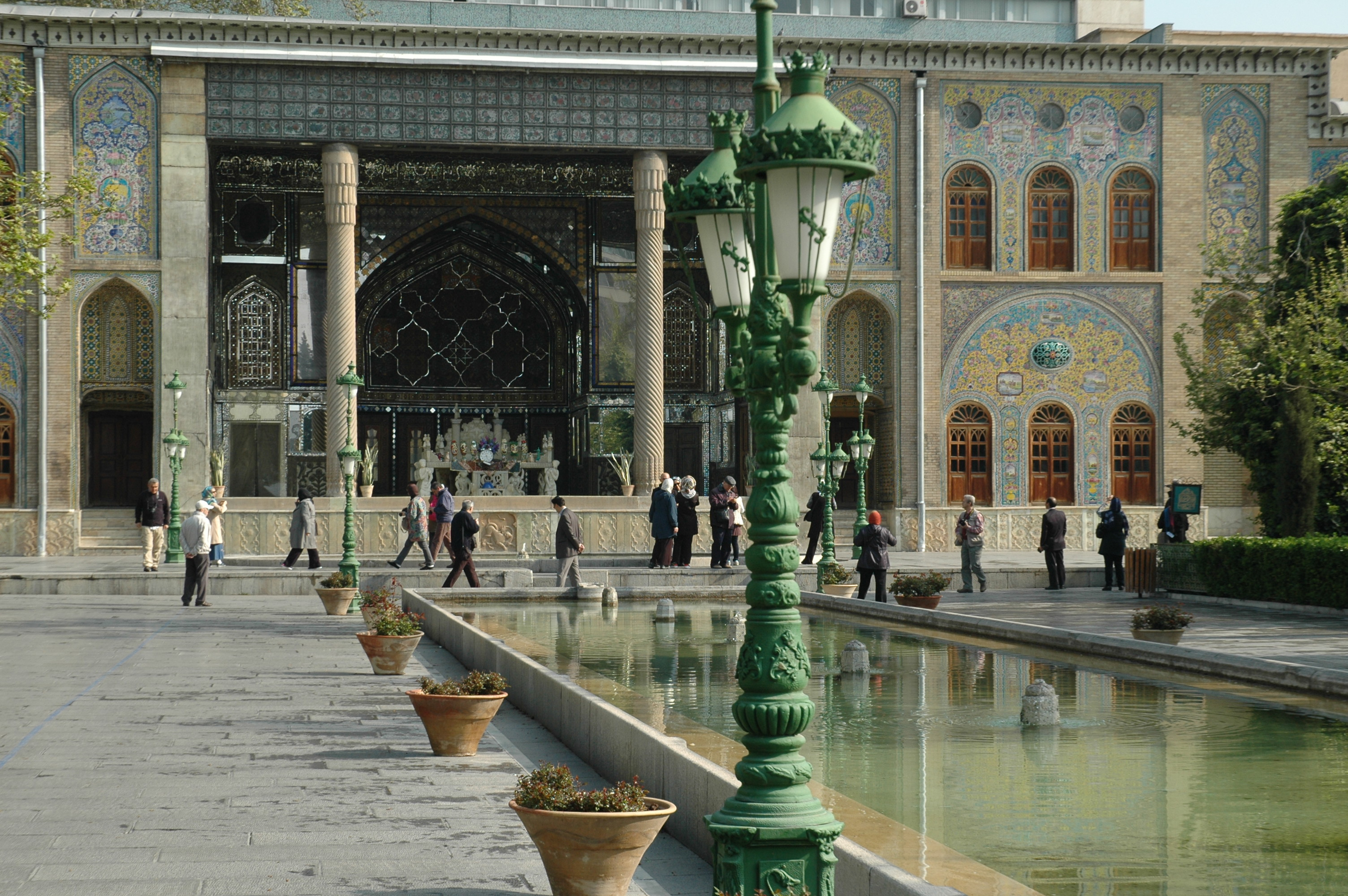
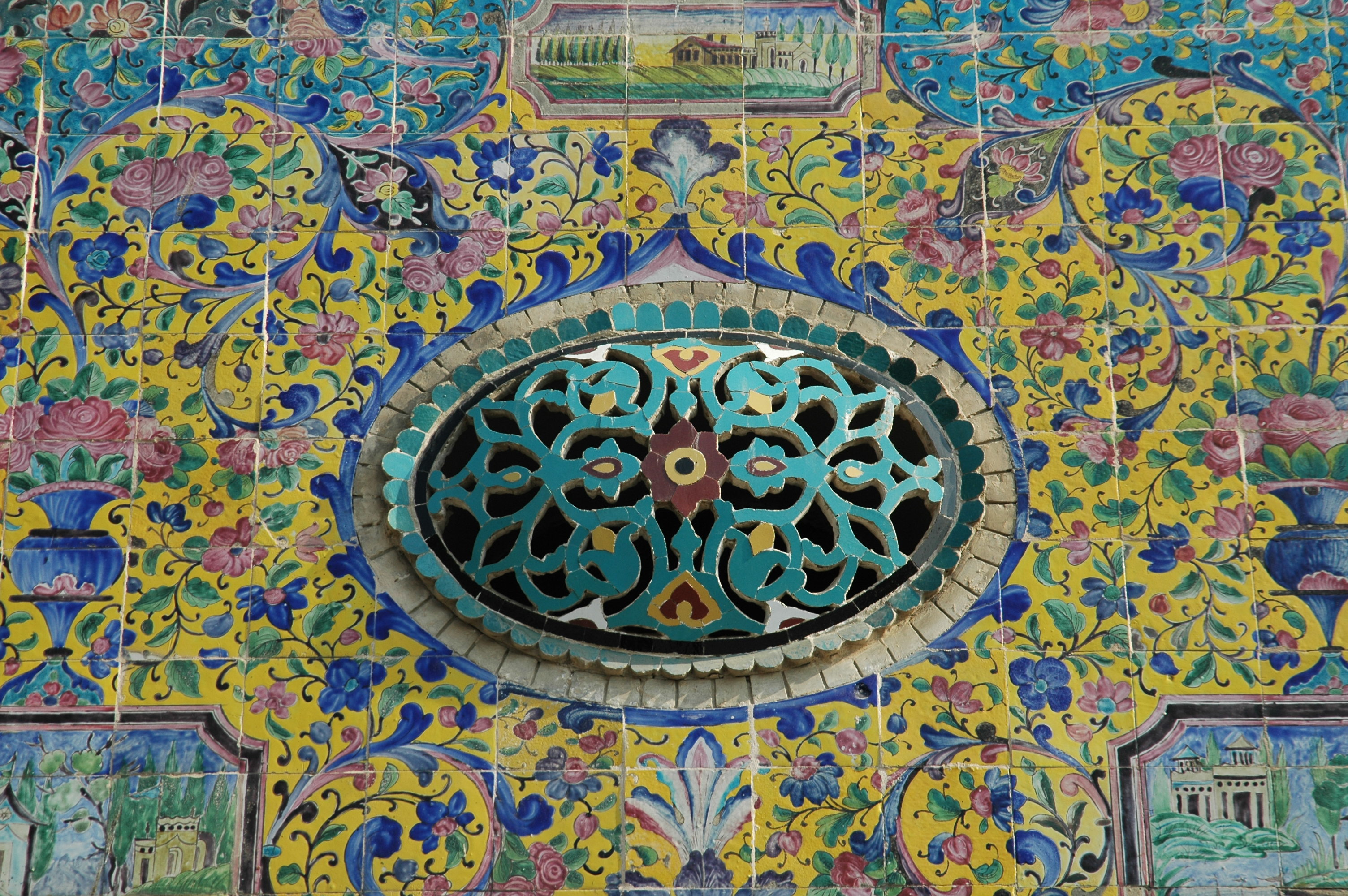
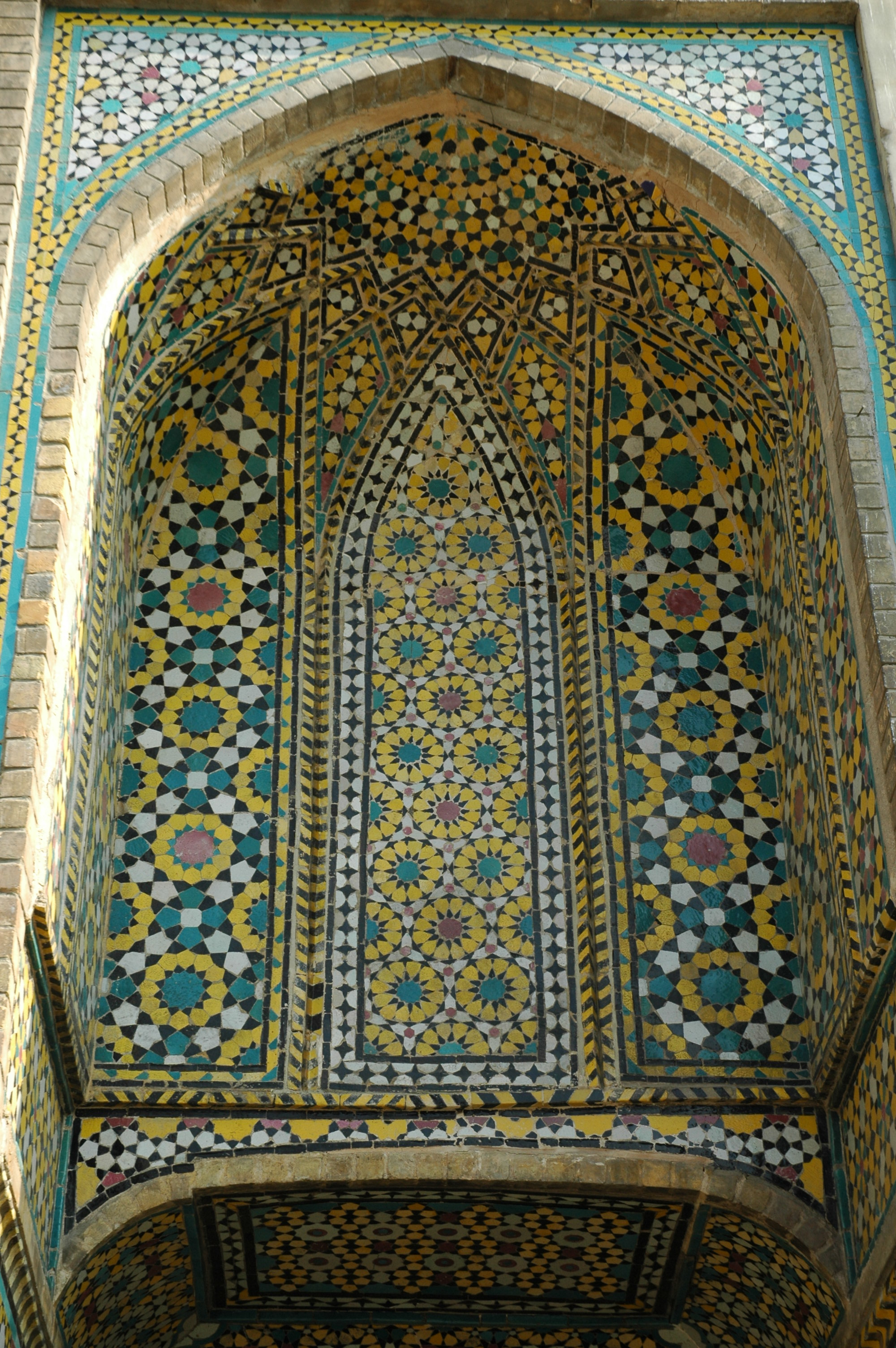
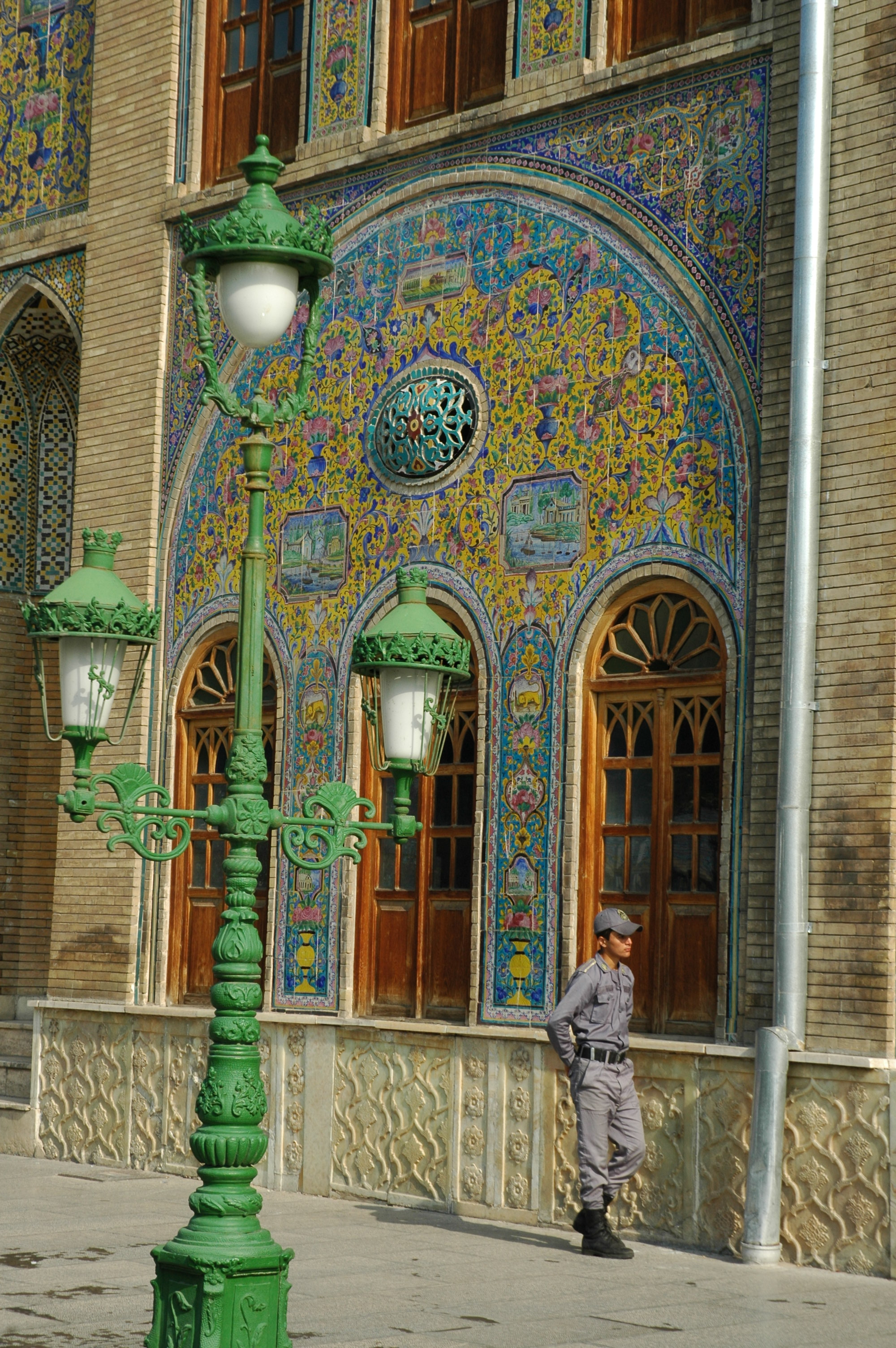
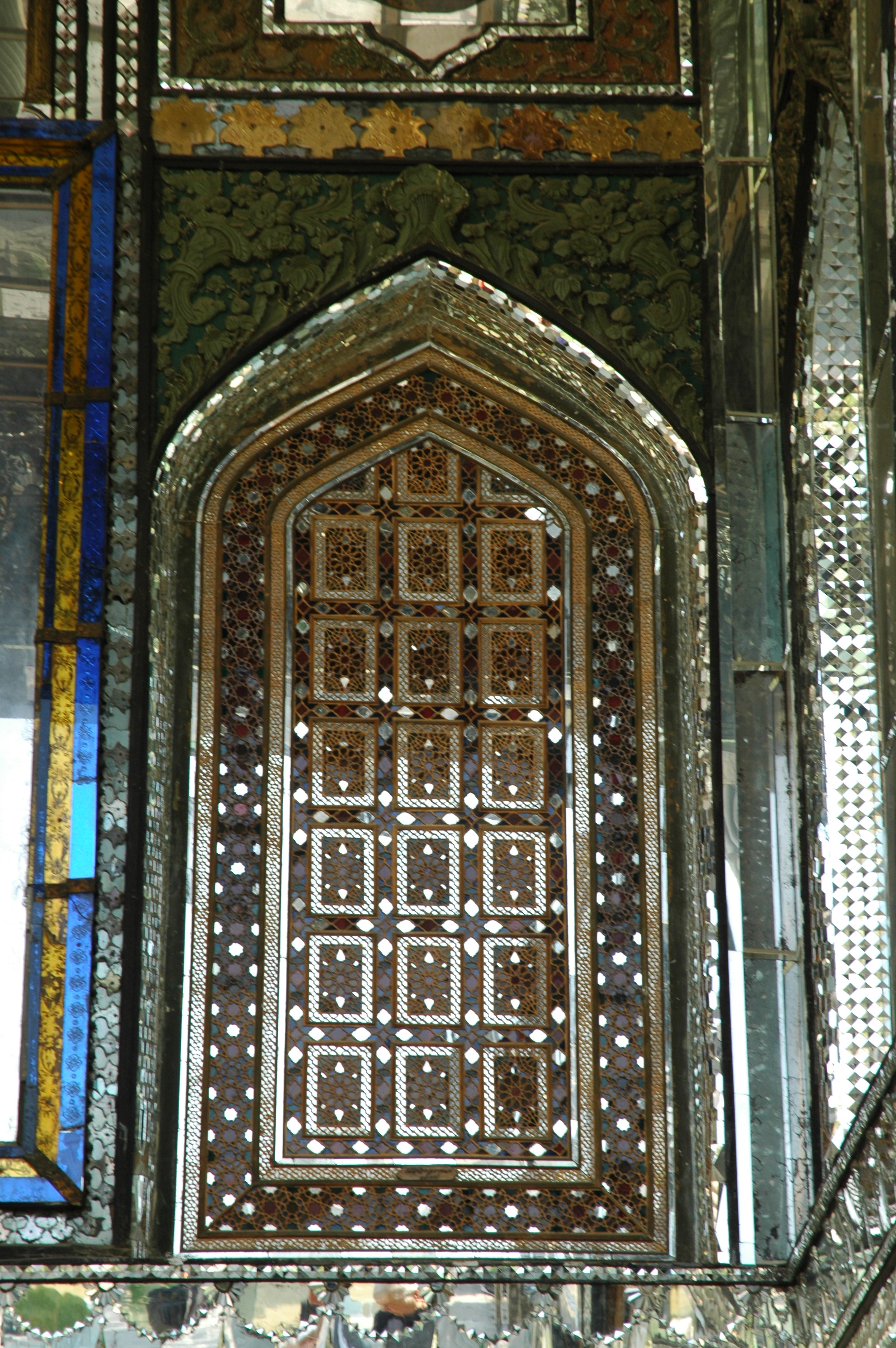
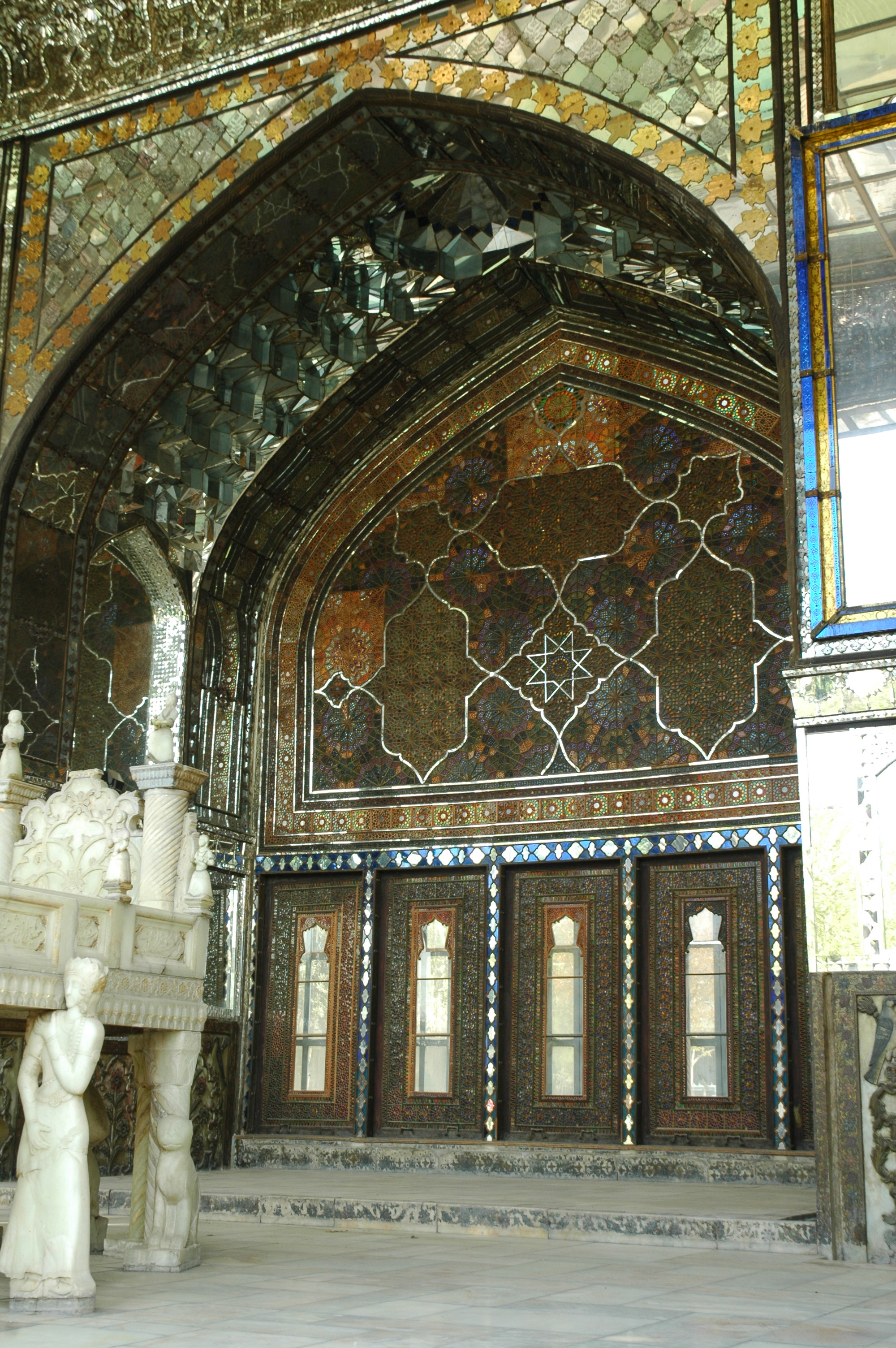
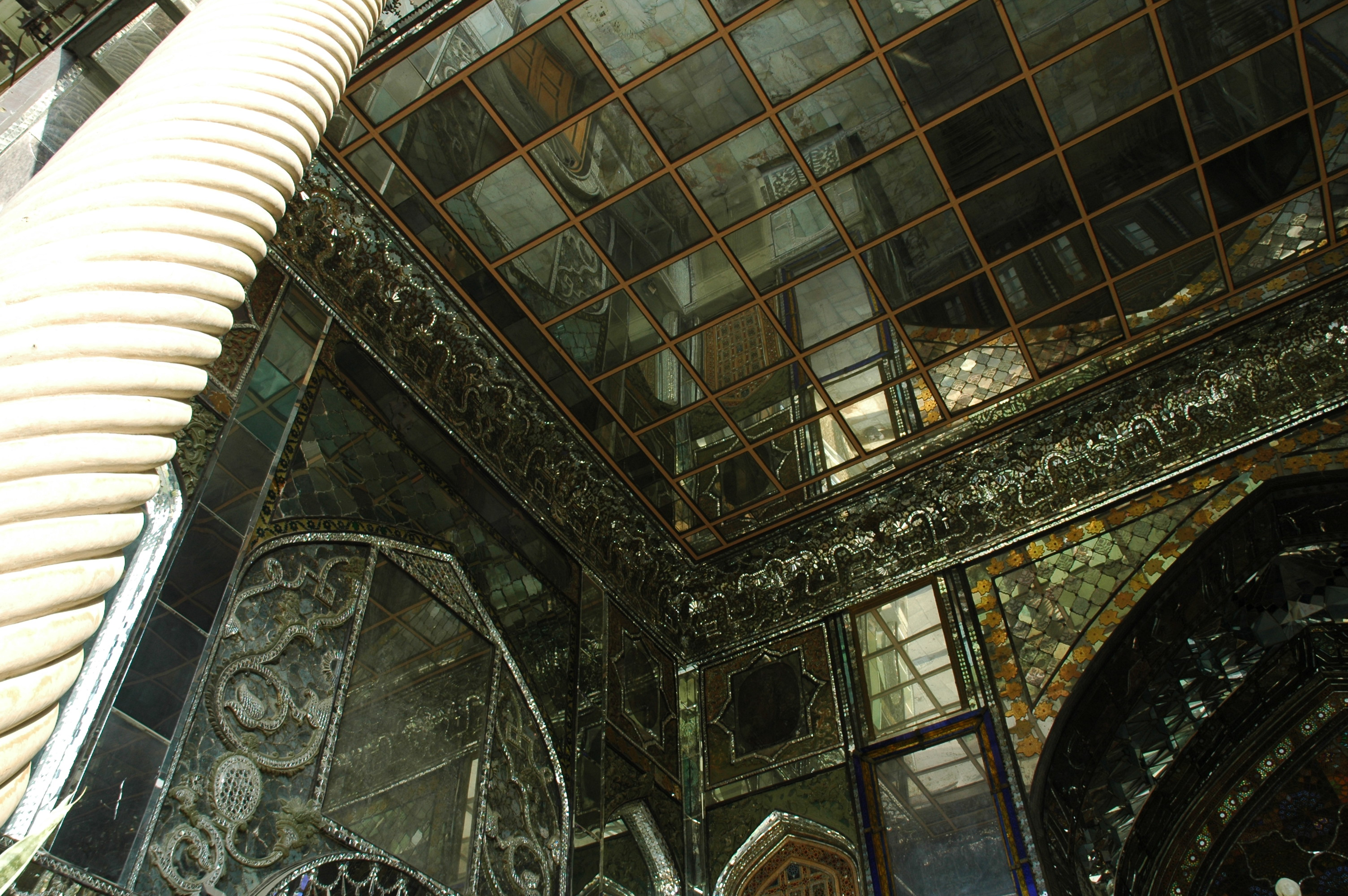
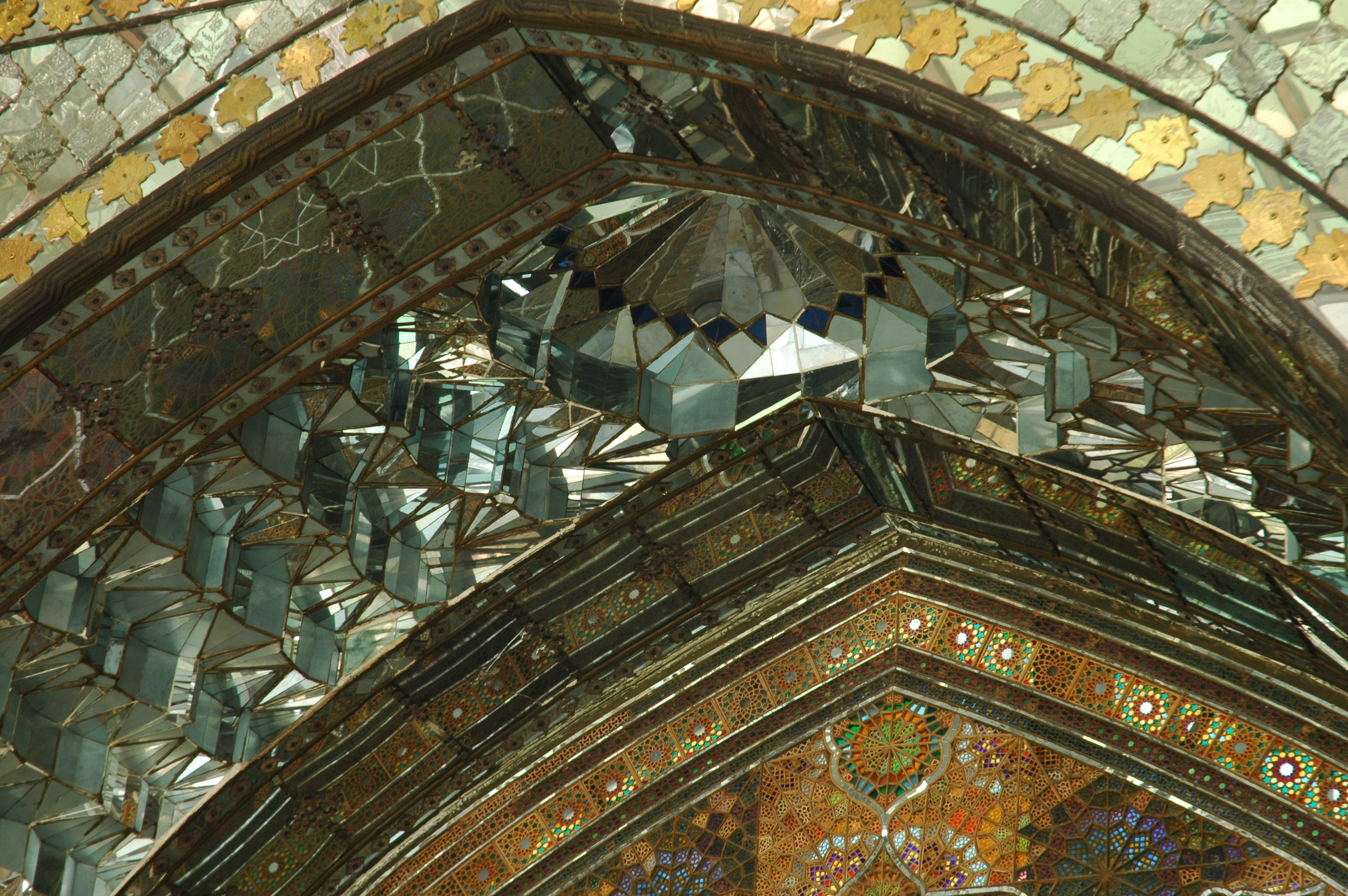
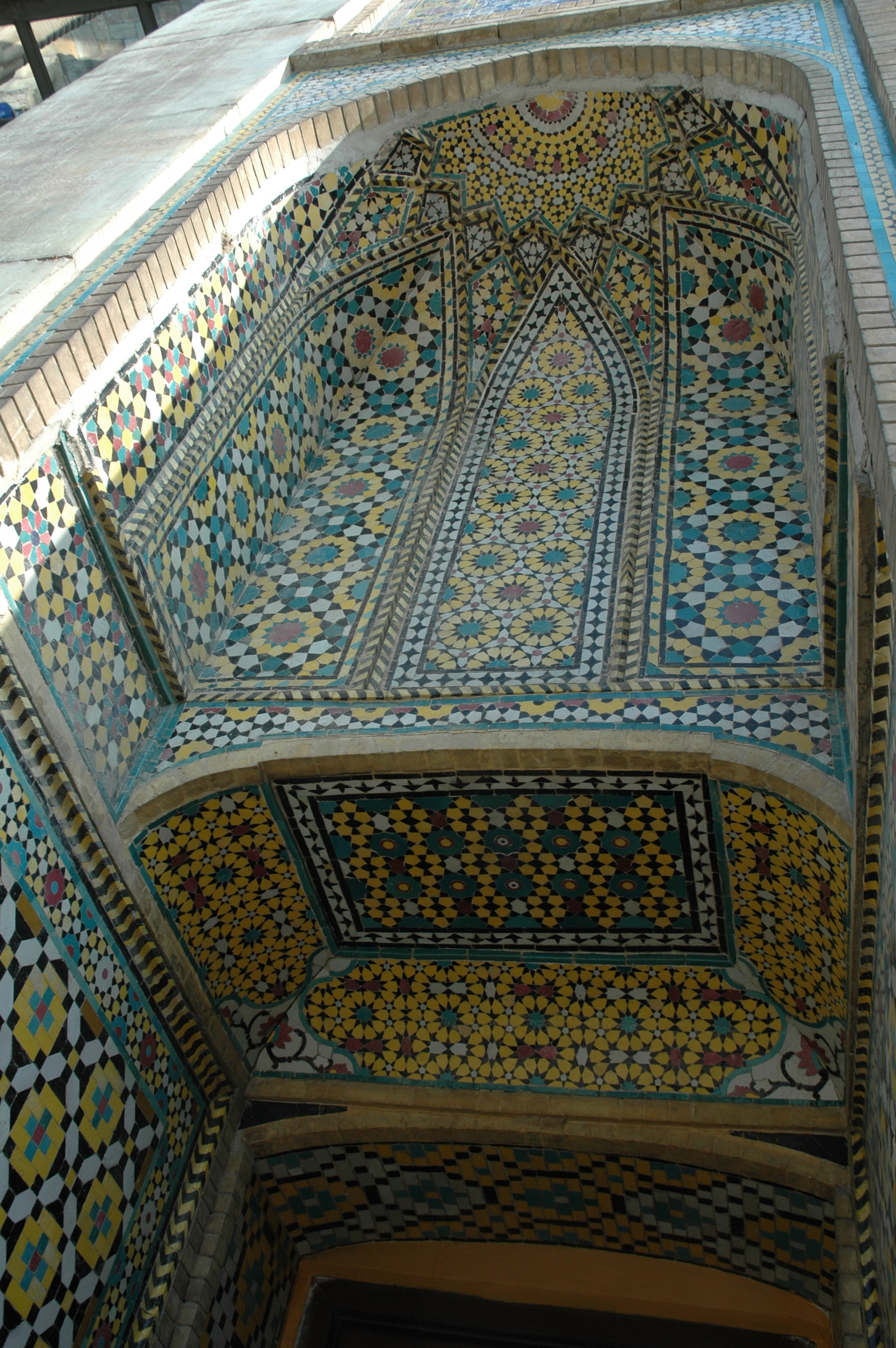
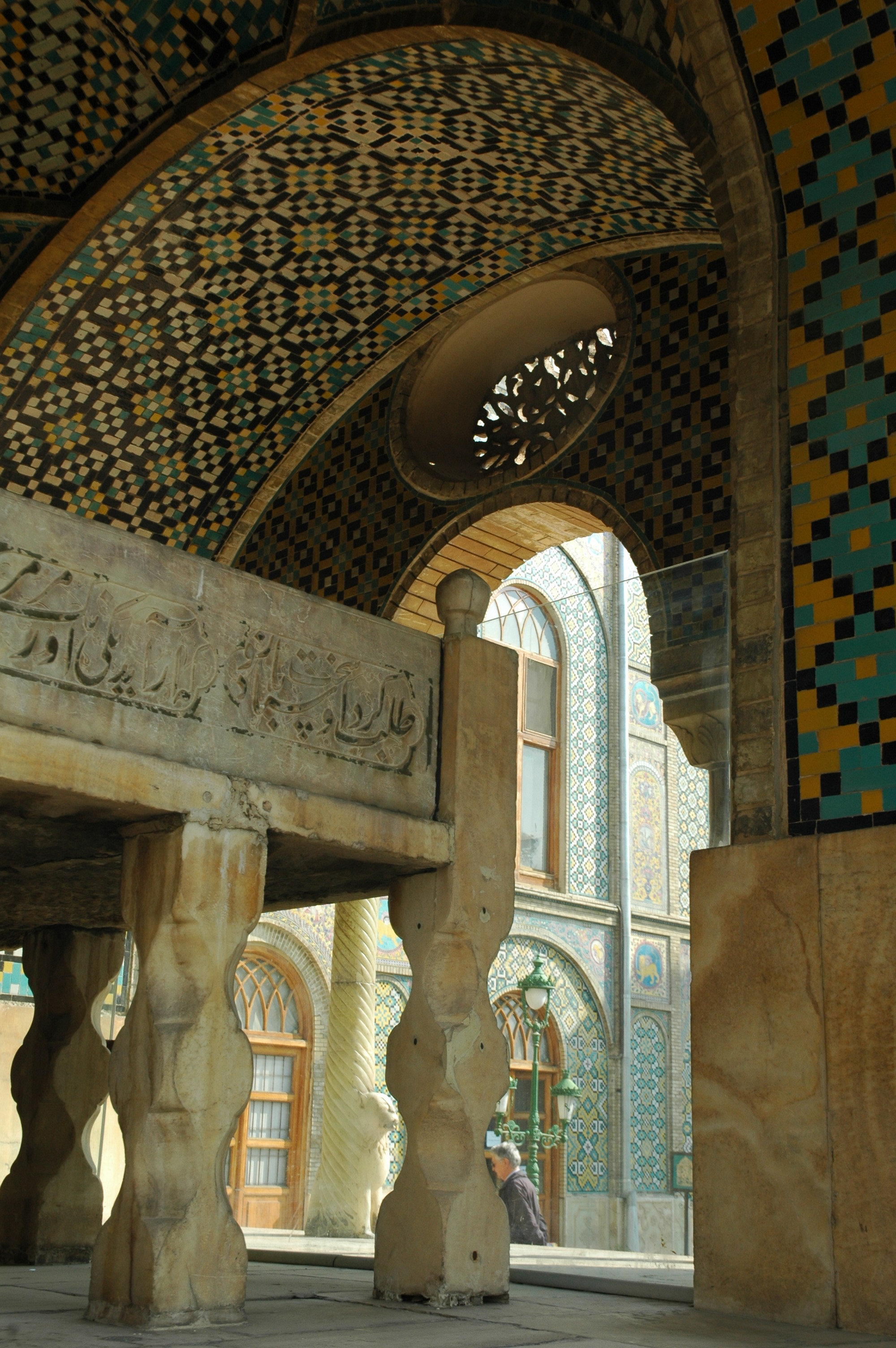
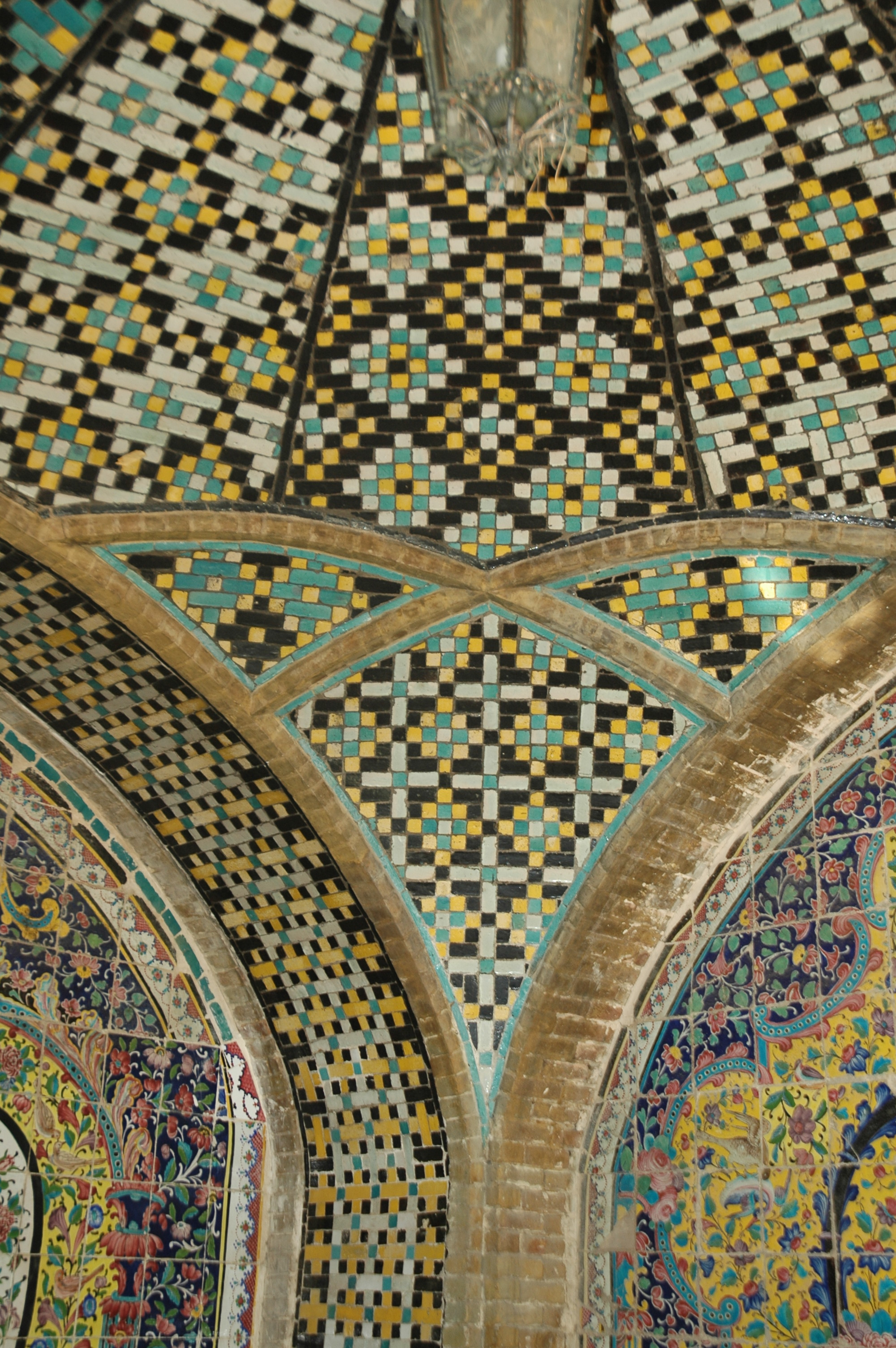
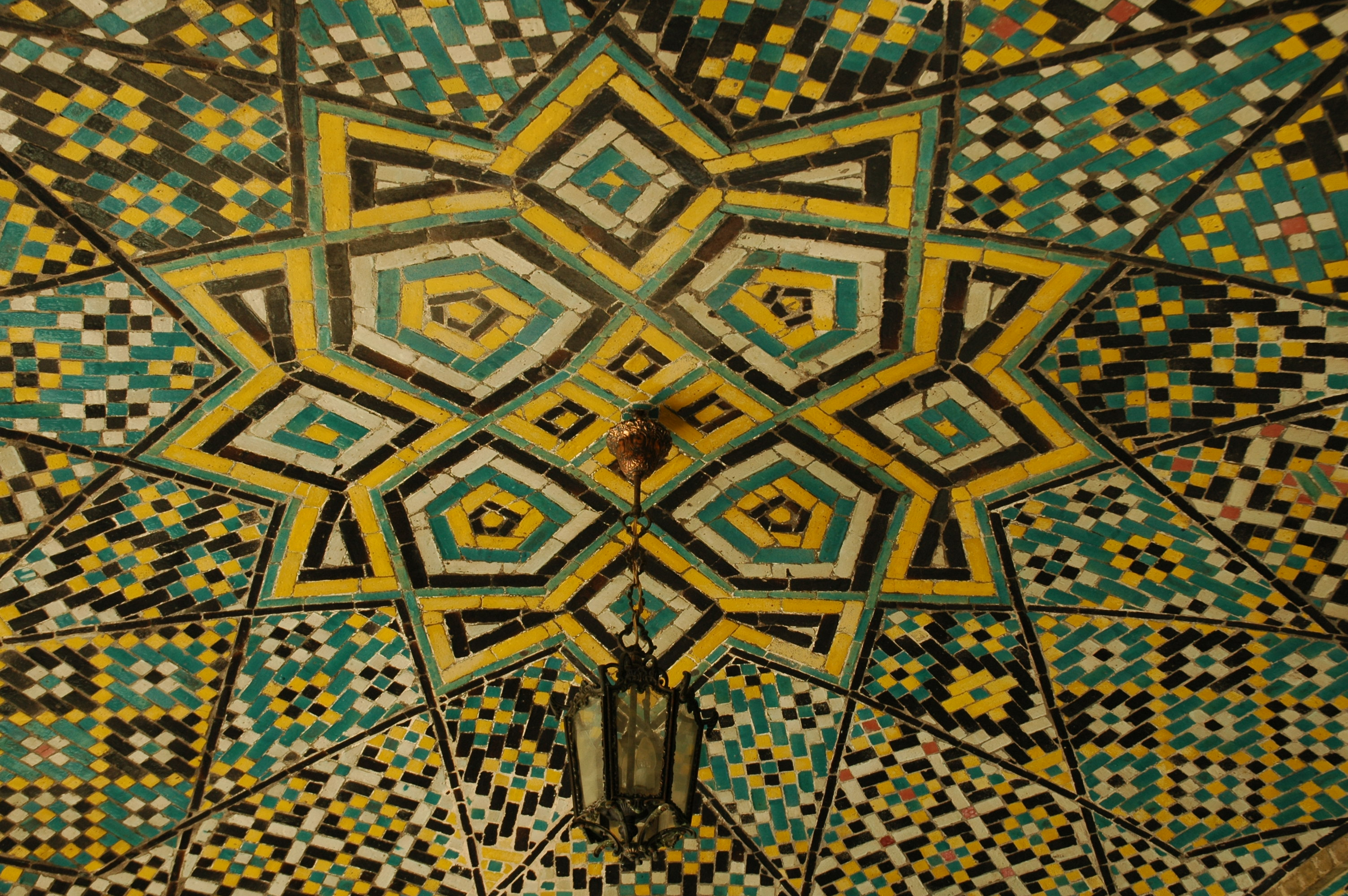
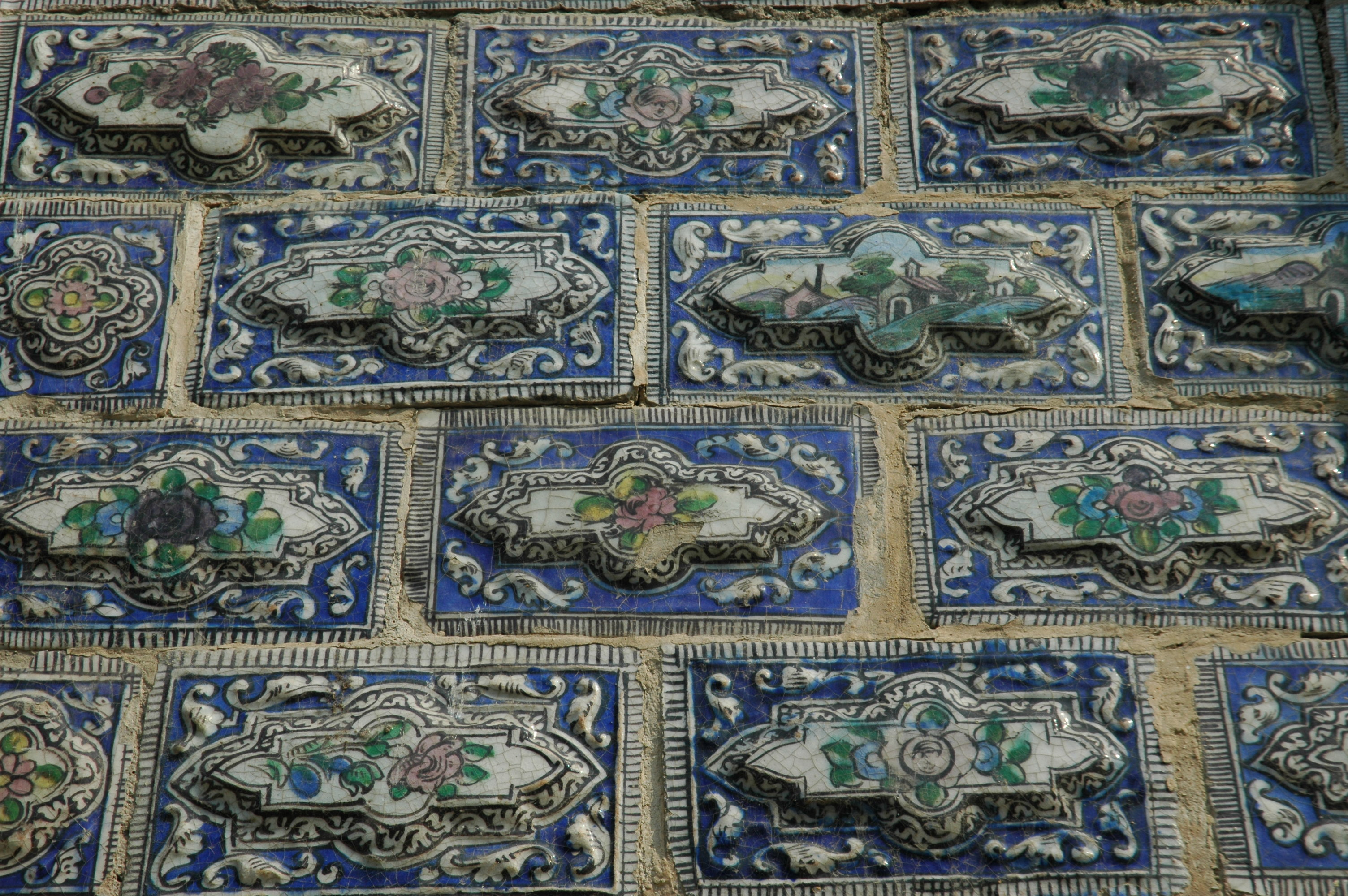
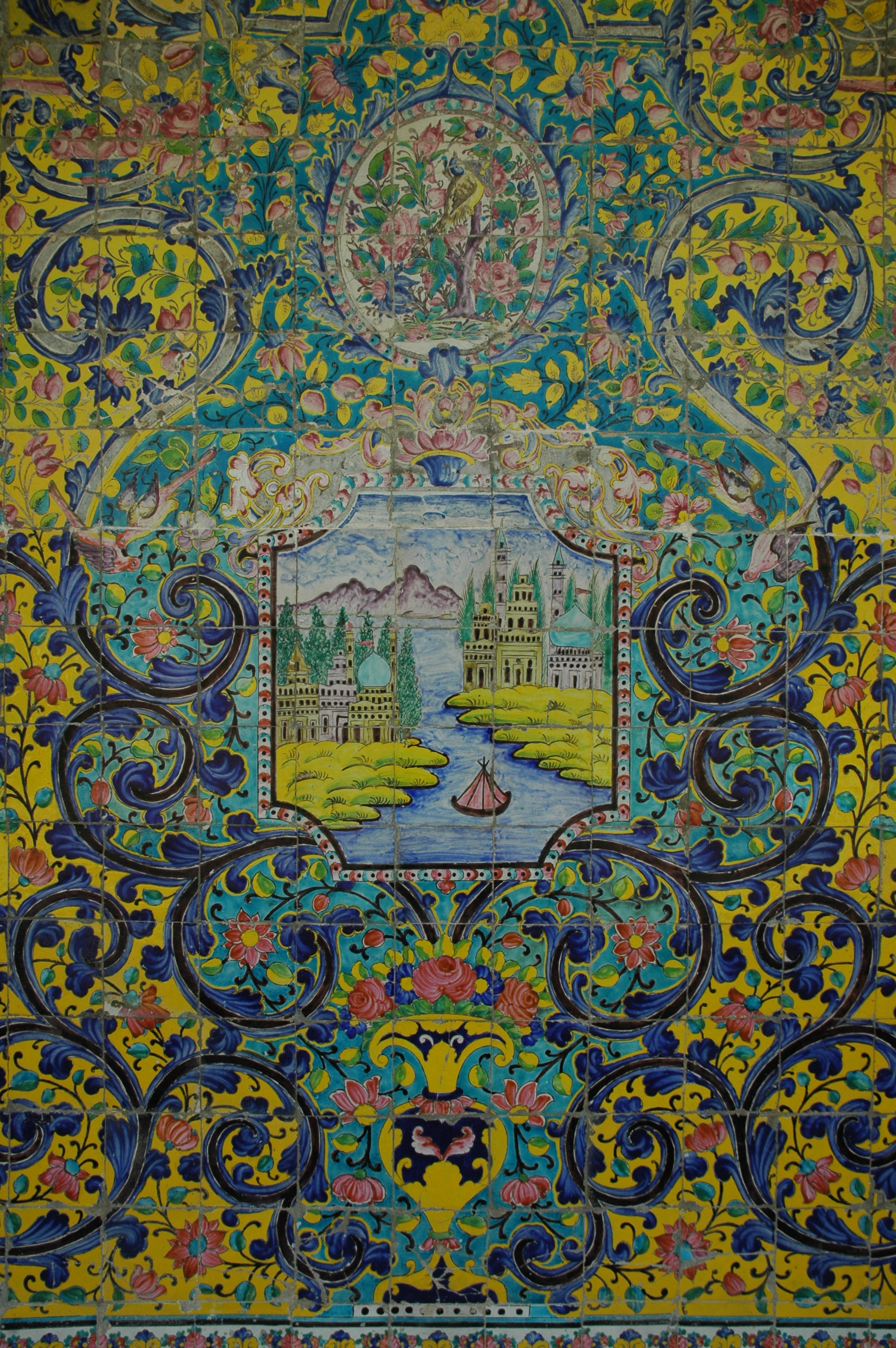
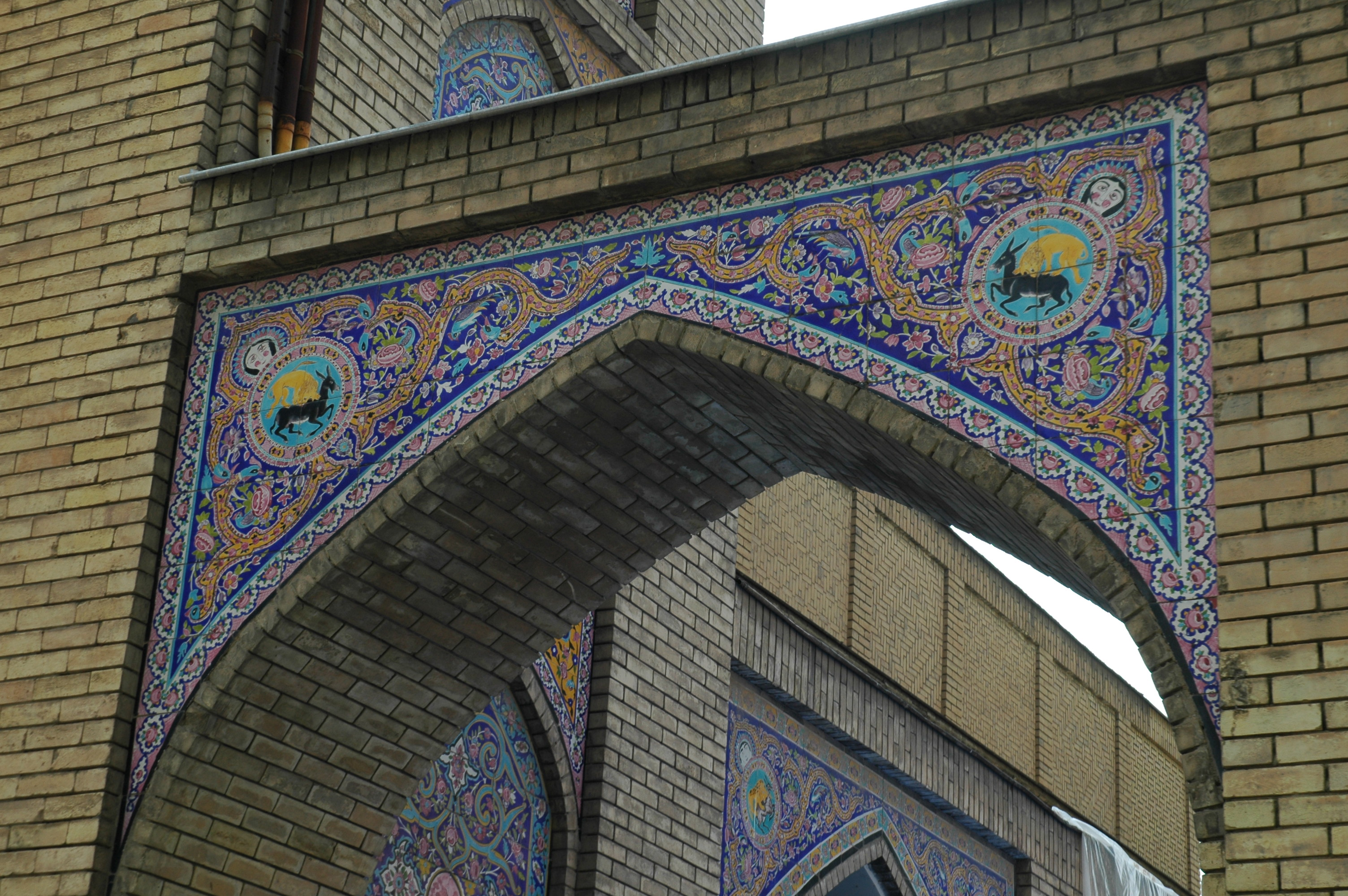
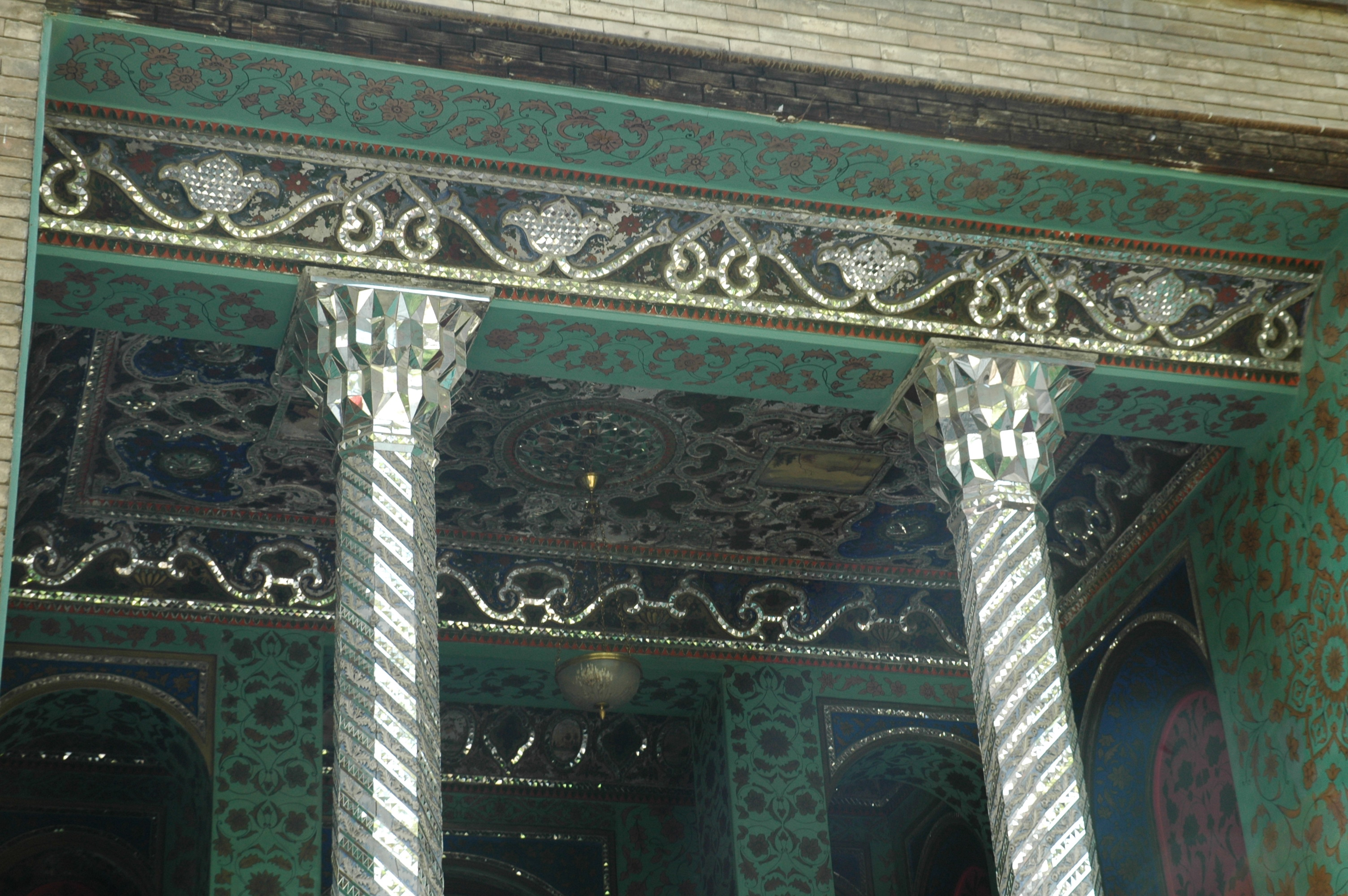
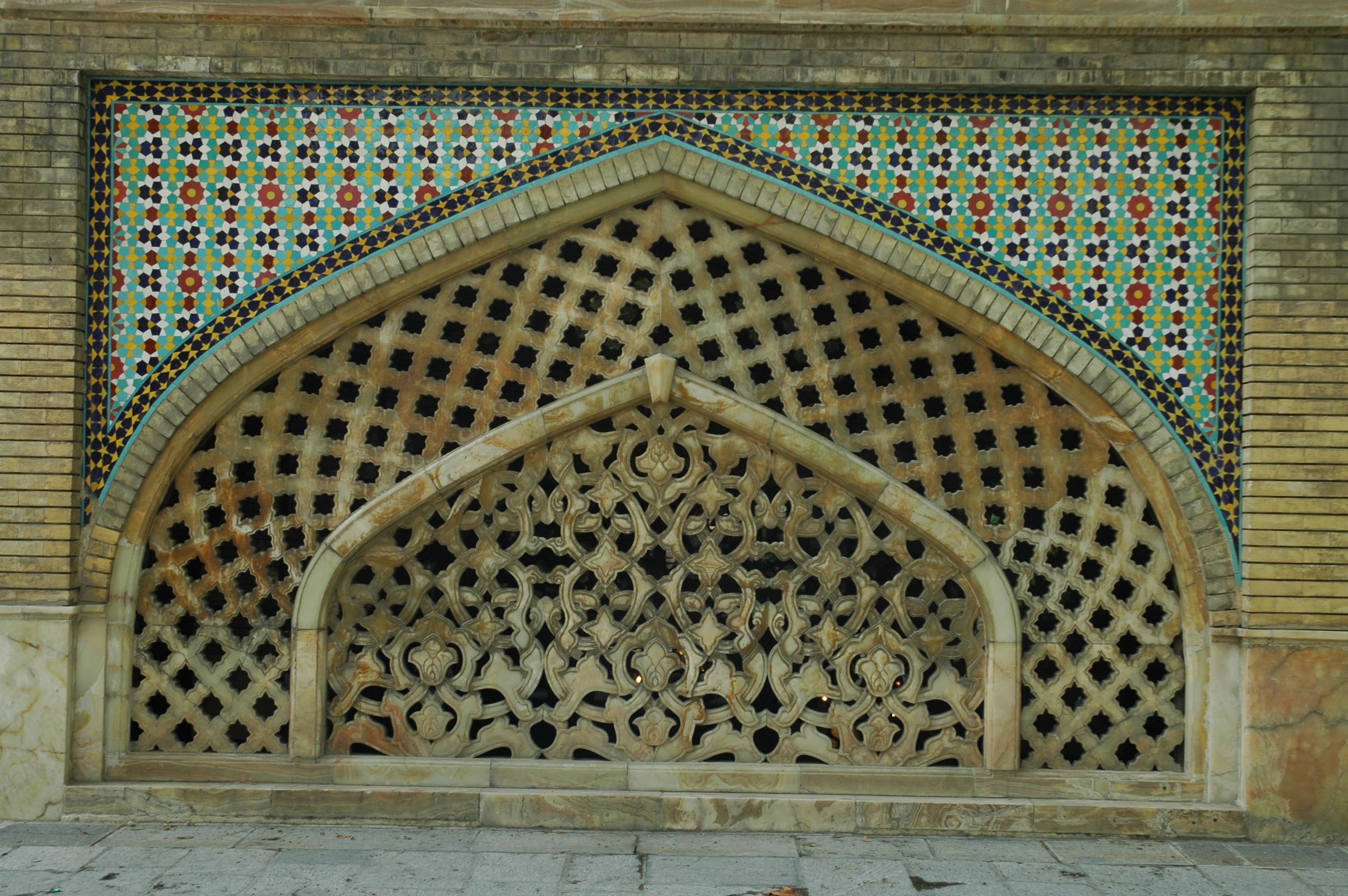
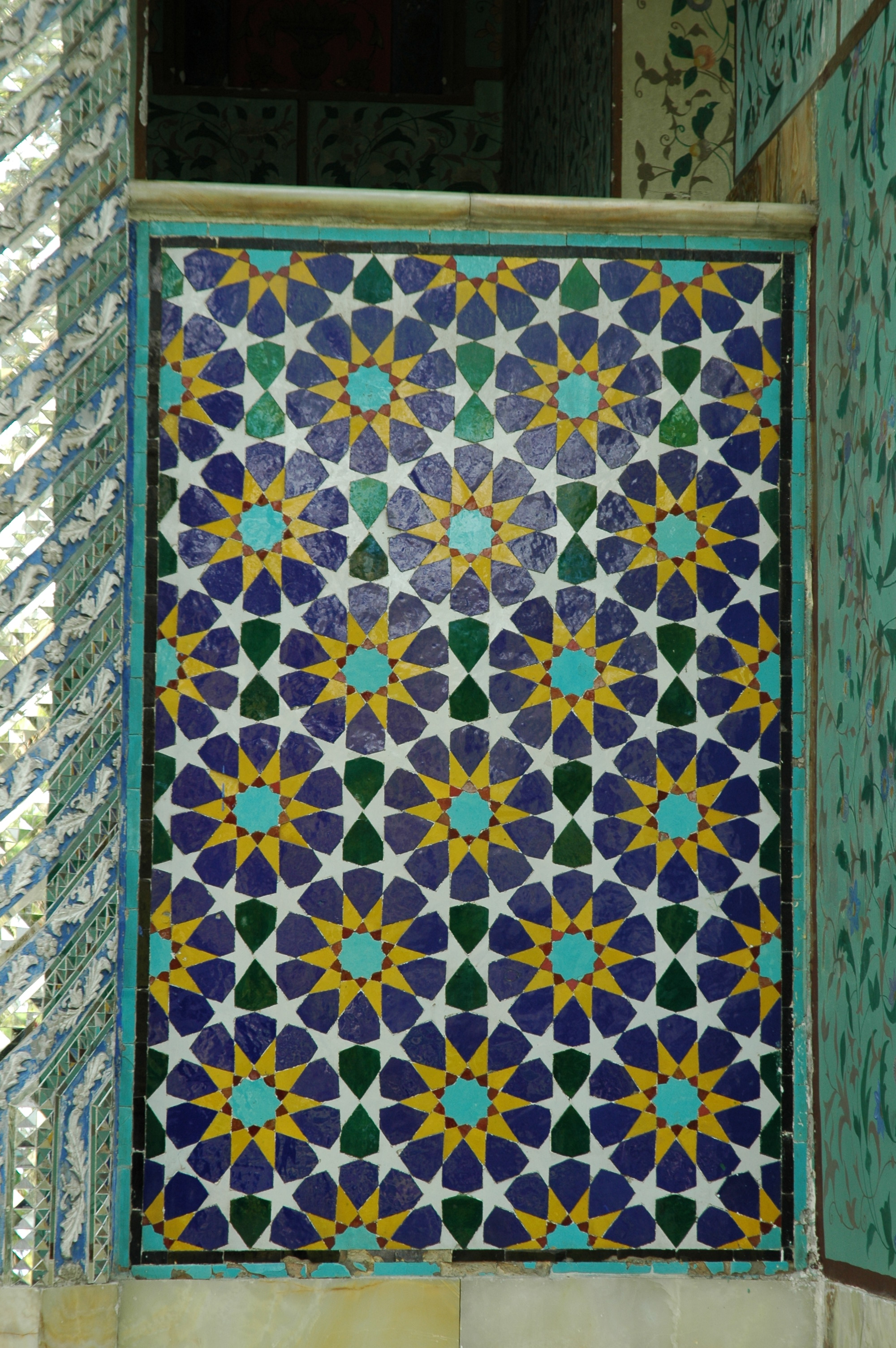
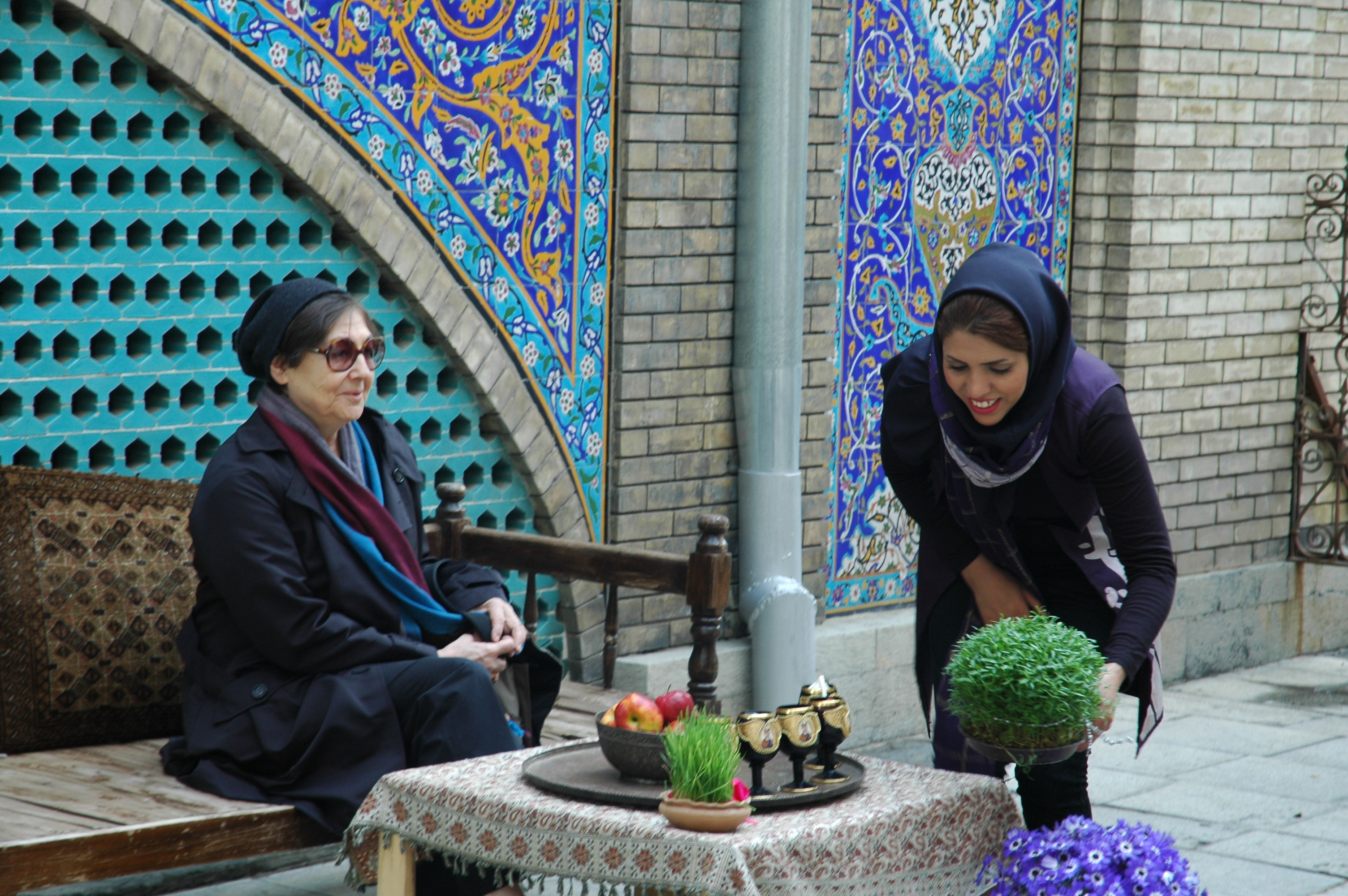
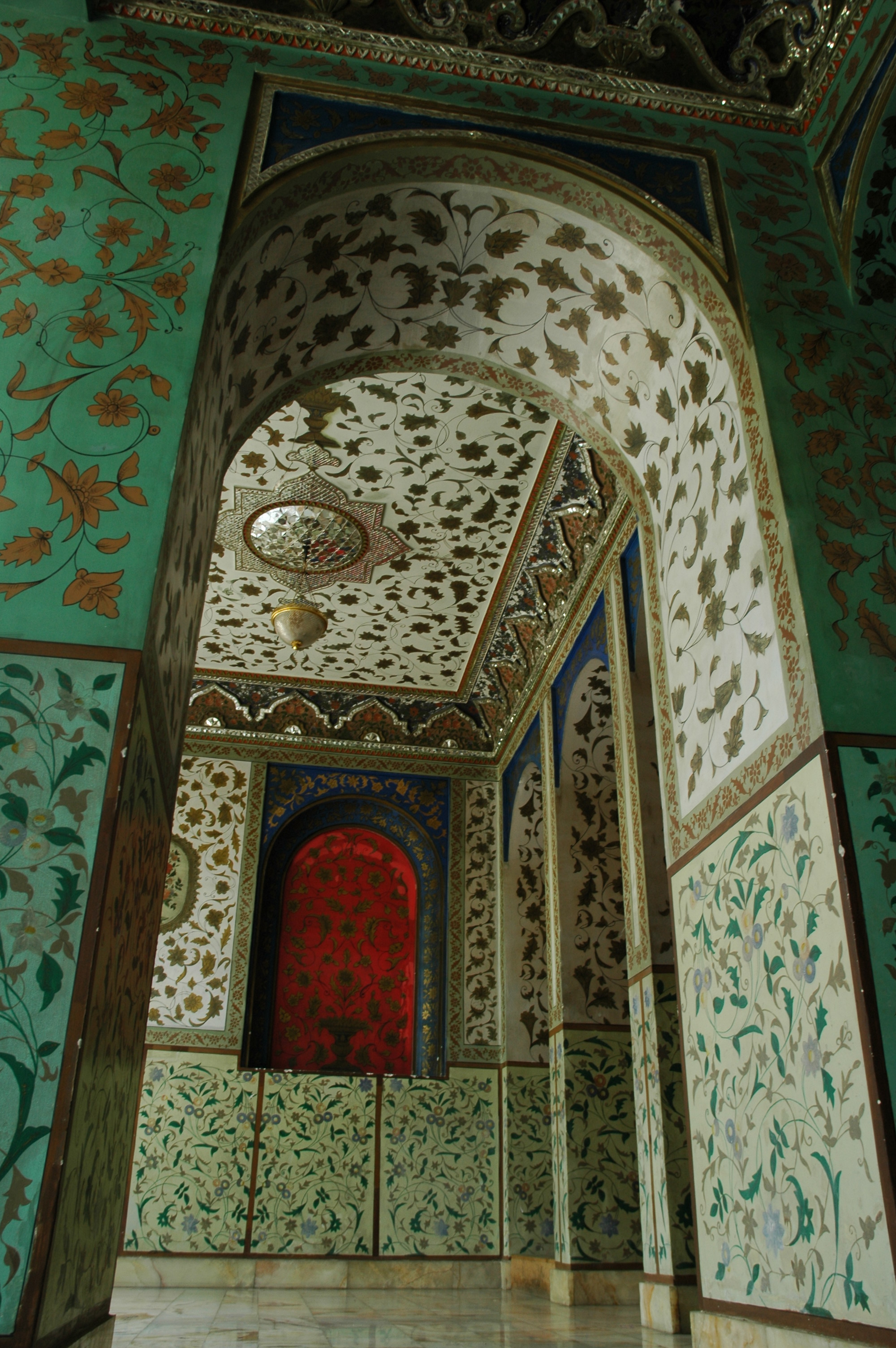
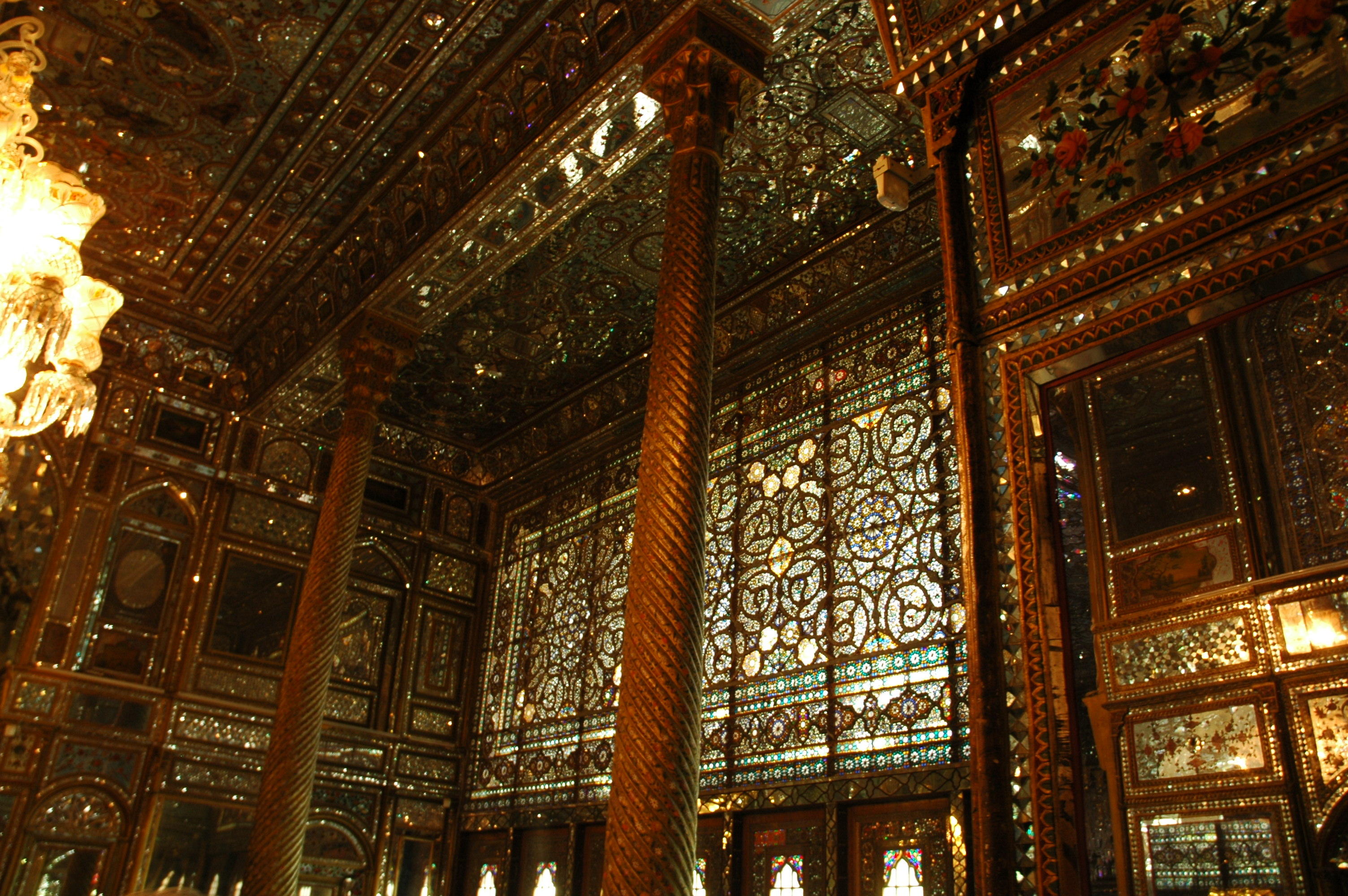
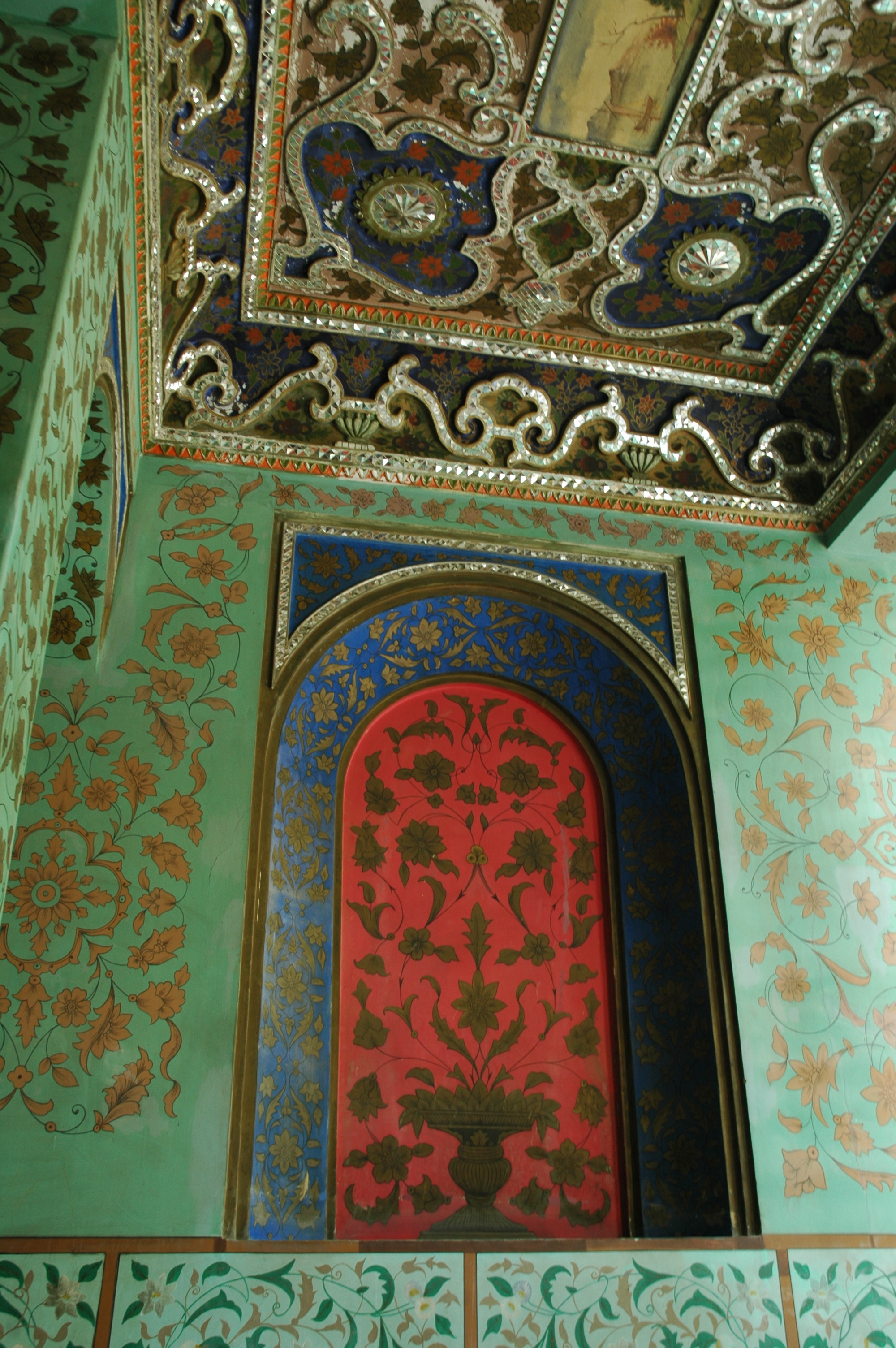